# Виньлонг (провинция)
Виньло́нг (вьет. Vĩnh Long, тьы-ном 永隆) — провинция на юге Вьетнама. Административный центр — одноимённый город.

## География
Провинция расположена в центральной части дельты Меконга, между реками Хау и Тьен, примерно в 135 км к юго-западу от города Хошимин. Площадь составляет 1 479,1 км².

## Население
Население по данным на 2019 год — 1 022 791 человек, из которых этнические вьеты составляют 97,4 % населения, кхмеры — 2,2 %.
| 2009      | 2019      |
| --------- | --------- |
| 1 028 365 | 1 022 791 |

## Административное деление
В административном отношении делится на:
- город провинциального подчинения Виньлонг
- город Биньминь

и 6 уездов:
- Биньтан (Bình Tân);
- Лонгхо (Long Hồ);
- Мангтхит (Mang Thít);
- Тамбинь (Tam Bình);
- Чаон (Trà Ôn);
- Вунгльем (Vũng Liêm).

## Экономика
Водные пути провинции имеют важное транспортное значение. В экономике важную роль играет рыболовство.